# 殺人よこんにちは
『殺人よこんにちは』（さつじんよこんにちは）は、松本洋子/作画・赤川次郎/原作による日本の漫画作品。
『なかよし』（講談社）にて1983年7月号から同年10月号まで連載された。全4話。単行本は同社の講談社コミックスなかよしより全1巻。

## 書誌情報
- 松本洋子・赤川次郎 『殺人よこんにちは』 講談社〈講談社コミックスなかよし〉、1983年12月6日第1刷発行、ISBN 4-06-108453-4
  - 表題作のほか、読み切り作品「鏡のむこうに…」が同時収録されている。